# Перково (Куявсько-Поморське воєводство)
Перково (пол. Perkowo) — село в Польщі, у гміні Ґневково Іновроцлавського повіту Куявсько-Поморського воєводства.
Населення — 72 особи (2011).
У 1975-1998 роках село належало до Бидгощського воєводства.

## Демографія
Демографічна структура станом на 31 березня 2011 року:
|          | Загалом | Допрацездатний вік | Працездатний вік | Постпрацездатний вік |
| -------- | ------- | ------------------ | ---------------- | -------------------- |
| Чоловіки | 37      | 10                 | 26               | 1                    |
| Жінки    | 35      | 7                  | 22               | 6                    |
| Разом    | 72      | 17                 | 48               | 7                    |